# 청송 장전리 향나무
청송 창전리 향나무는 대한민국 경상북도 청송군 안덕면 장전리에 있는 향나무로 대한민국의 천연기념물 제313호이다.